# 土霉素
土霉素（英語：Oxytetracycline），也称地霉素、氧四环素或羥四環黴素，是第二個被发现的广谱抗菌的四环素类抗生素。

## 发现历史
土霉素是由Finlay等人在辉瑞实验室附近分离到的链霉菌Streptomyces rimosus中发现的。1953年生物化学家罗伯特·伯恩斯·伍德沃德(Robert B Woodward)解析出土霉素的结构，使得辉瑞大规模生产土霉素成为可能，并用商品名Terramycin开始大量销售。Woodward的这一大发现是四环素类抗生素史上的重要发现，这一发现为土霉素的衍生物强力霉素的发现铺平了道路。

## 理化性质
盐酸盐为淡黄色结晶性或无定形粉末，无臭，在日光下颜色变暗，在碱性溶液中易破坏失效。微溶于乙醇，极微溶于水，可溶于氢氧化钠溶液和稀盐酸。

## 作用机理
主要通过干扰细菌蛋白质的合成而起到杀菌作用。它是核糖体30S亚基的抑制剂，能特异性的与30S亚基上的A位结合，阻碍氨基酰-tRNA进入A位，从而阻止肽链的延伸，抑制细菌生长繁殖。

## 治疗用途
广谱抗菌。主要用于立克次体病、布氏杆菌病、支原体肺炎、衣原体感染,也可用于敏感革兰氏阳性球菌与阴性杆菌引起的轻症感染。

## 副作用
一般为胃肠道反应有恶心、呕吐及腹泻等。